# Nocturnidad

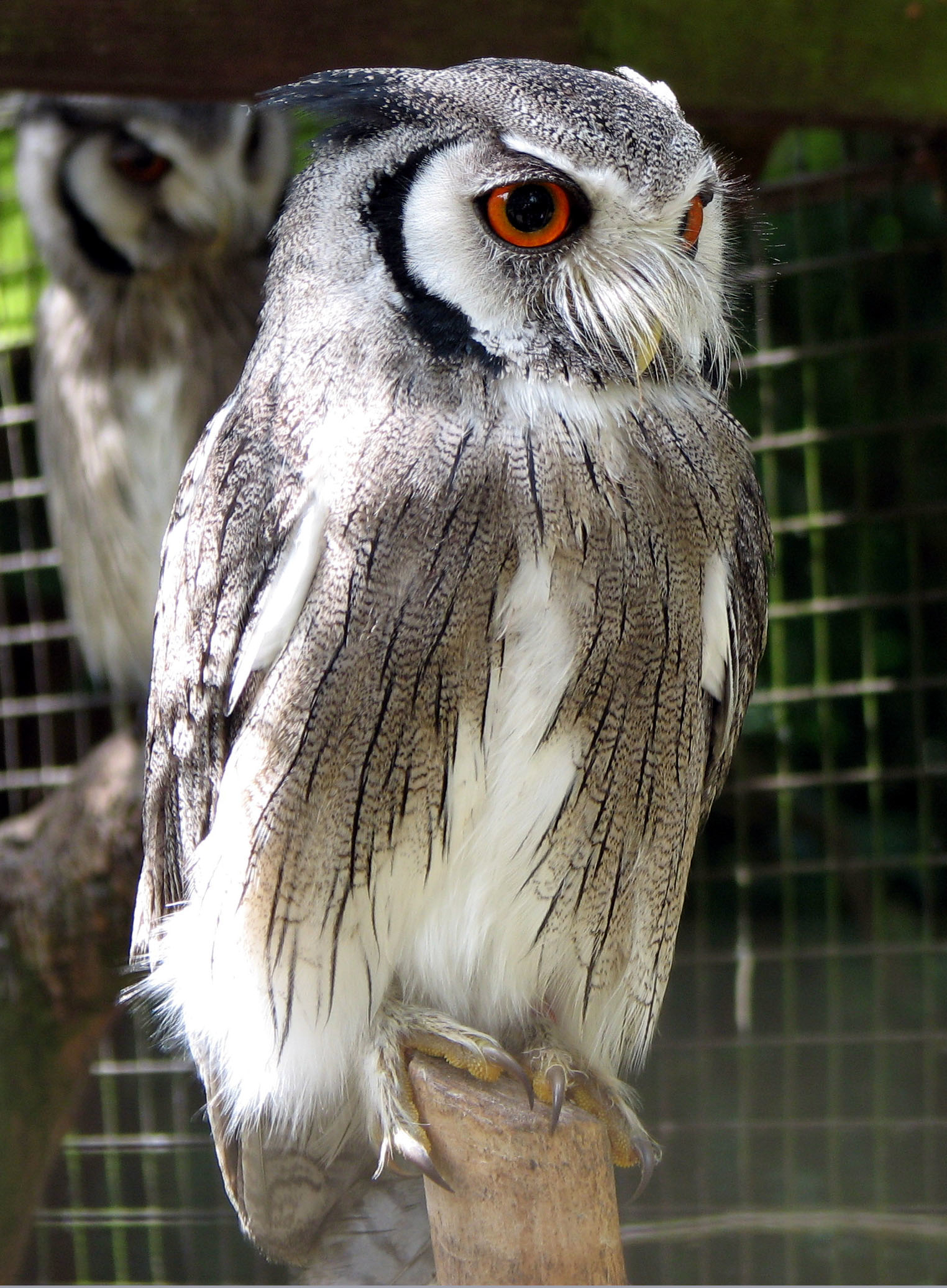
Búho cara blanca (Ptilopsis leucotis)

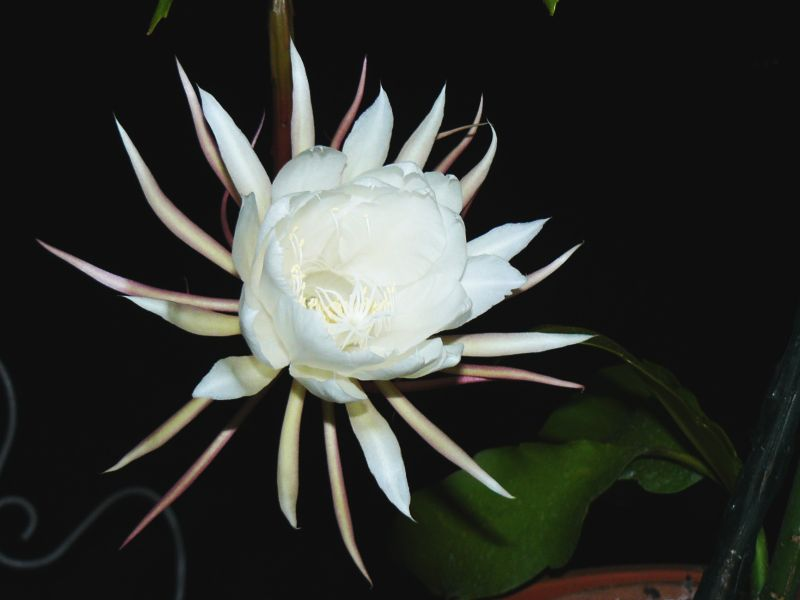
Cacto epifito nocturno "Reina de la Noche" (Epiphyllum oxypetalum)

En biología, la nocturnidad se refiere al ciclo de comportamiento en que el animal es más activo durante la noche que durante el día. También se aplica a otros organismos, como a plantas que florecen de noche. Es lo opuesto a diurnalidad. Los seres humanos y la mayoría de los animales con los que estamos más familiarizados son diurnos. Los animales crepusculares se mantienen activos en los períodos intermedios, descansando a pleno día y a plena noche. Algunas especies, por otro lado, son activas tanto en el período diurno como nocturno. A estos últimos se les denomina catemerales.
La nocturnidad se puede considerar como una diferenciación de nichos ecológicos; se trata de una diferenciación temporal no espacial. También puede ser una forma de cripsis, es decir de una adaptación para evitar los predadores o para poder depredar cuando las presas son más vulnerables.
Hay otras razones de nocturnalidad, como evitar el calor del día, especialmente en los desiertos donde la actividad nocturna reduce la posible deshidratación sufrida durante las horas más cálidas y secas. Esta adaptación contribuye a la osmorregulación.
Muchas especies que son normalmente diurnas presentan comportamientos nocturnos bajo ciertas circunstancias; por ejemplo muchas aves marinas y tortugas marinas visitan los sitios de reproducción por la noche para evitar depredación (tanto para ellos mismos como para la cría) pero el resto de sus vidas son diurnas
Los animales nocturnos en general tienen muy desarrollados los sentidos del oído y del olfato y tienen la visión adaptada a la oscuridad. En los zoológicos los animales nocturnos se suelen mantener en ciclo circadiano invertido, con luz baja durante las horas del día. De esta forma se mantienen más activos cuando el público visita el zoológico.
Algunos animales como los gatos tienen los ojos adaptados a los niveles de iluminación tanto diurnos como nocturnos. Otros, en cambio, como los murciélagos pueden funcionar solo de noche.
Hay plantas nocturnas o de flores nocturnas, es decir que florecen por la noche y están especializadas a los polinizadores nocturnos. La mayoría de las flores son visitadas por diversos insectos u otros animales y adaptan su fenología a los que son más eficaces para asegurar su reproducción. Así la eficiencia de los polinizadores nocturnos determina un cierto tipo de síndrome floral (un conjunto de características de las flores como el momento de floración, producción de néctar, etc.) Las flores nocturnas se abren predominantemente por la noche y producen mayores cantidades de néctar y de perfume a estas horas. En vez de colores brillantes suelen ser blancas o crema, colores más visibles en la semioscuridad y suelen tener una fuerte fragancia. Generalmente son polinizadas por murciélagos o por mariposas nocturnas como muchas de las familias Noctuidae y Sphingidae. Entre las plantas nocturnas se cuentan muchos cactos, como los Selenicereus algunas orquídeas, solanáceas como las del género Datura, etc.

### Ejemplos de animales nocturnos
Como animales nocturnos, podemos mencionar: búhos y lechuzas, pez piedra, lince ibérico, la mayoría de los murciélagos, mapache, panda rojo, zorro rojo y puercoespín, entre muchos otros.